# Claude Cahun
Claude Cahun, född 25 oktober 1894 i Nantes, död 8 december 1954 i Saint Helier var en fransk bildkonstnär, fotograf och författare, men också politisk aktivist. Cahuns konst var både politisk och personlig och handlade ofta om könsroller och sexualitet. 

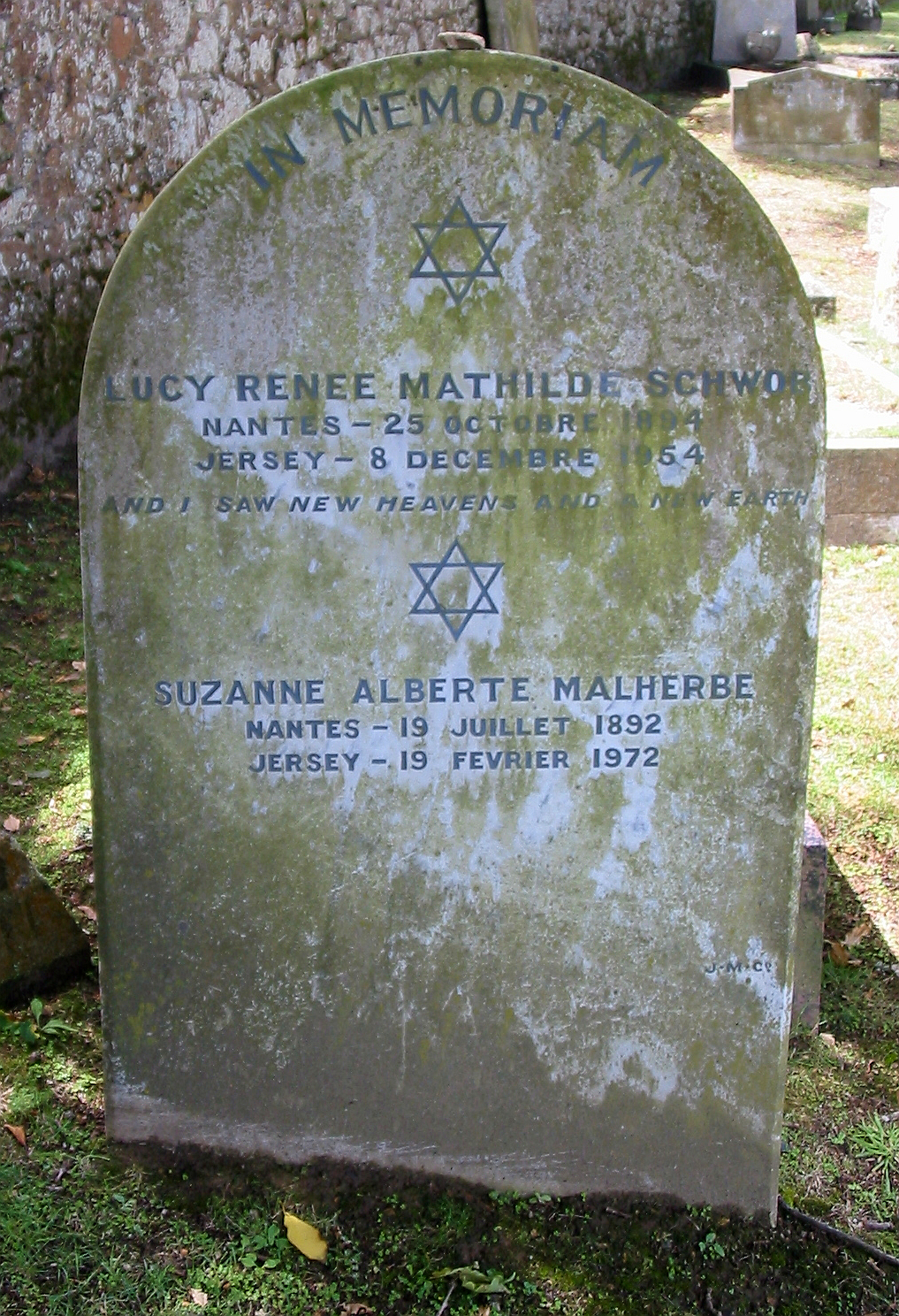
Claude Cahuns gravsten i St. Brelade's Church, Jersey

## Biografi
Claude Cahun föddes 1894 som Lucy Schwob, hennes farbror var den berömde symbolist-författaren Marcel Schwob. Hon utbildades på Sorbonne och flyttade 1922 till Montparnasse där hon levde de följande sexton åren. Cahun levde i ett kärleksförhållande med styvsystern Suzanne Malherbe, som också var hennes konstnärliga samarbetspartner. 1938 flyttade de till Jersey där de arresterades under andra världskriget och dömdes till döden, men undkom straffet i och med krigsslutet och nazisternas kapitulation. 
Claude Cahun hörde till surrealisterna. Hon stod nära surrealiströrelsens grundare André Breton som kallade Cahun för "en av de märkligaste själar i vår tid". Cahuns konstnärskap var i många år bortglömt men intresset återuppväcktes på 1970-talet och på senare år har hon tillägnats flera separatutställningar runt om i världen.